# Kocsis Judit
Kocsis Judit (Cegléd, 1961. július 2. –) Jászai Mari-díjas magyar színésznő.

## Életpályája
1985-ben végzett a Színház- és Filmművészeti Főiskolán, a József Attila Színház tagja lett. Prózai és zenés darabokban tűnik fel leginkább. A színházban 1983-ban debütált Békeffi István A régi nyár című prózájában. 1993–1998 között a Szomszédok című teleregényben Kovács Pirit alakította. Több mint 100 filmben hallható szinkronhangként.

## Színházi szerepei
A Színházi adattárban regisztrált bemutatóinak száma: 95.
- Békeffi István: A régi nyár....A Revü Színház görlje
- Görgey Gábor: Mahagonny városának tündöklése és bukása....
- William Shakespeare: III. Richárd....Lady Margaret
- William Shakespeare: Színház az egész világ....Charmian; Júlia
- Anouilh: Eurydike....Egy lány a társulatból
- Bródy Sándor: A tanítónő....Tanítónő
- Vasziljev: Csendesek a hajnalok....Szonja
- Gershwin: Vadnők....Molly Gray
- Molière: Mizantróp....Éliante
- Strouse: Taps....
- Szomory Dezső: Takács Alice....Takács Alice
- Popplewell–Thomas: A hölgy fecseg és nyomoz....Virginie Renoir
- Gandillot: A kikapós patikárius....Paulette
- Dosztojevszkij: A félkegyelmű....Adelaide
- Antoine de Saint-Exupéry: A kis herceg....Kígyó
- Suppé: Boccaccio....Fiammetta
- Kaló Flórián: A kitaszított....Juli
- Thomas: Charlie nénje....
- Gay: Me and my girl....Sally
- Katajev: Bolond vasárnap....Kláva Lurkó
- Barillet–Grédy: A kaktusz virága....Antónia
- William Shakespeare: Vízkereszt, vagy amit akartok....Mária
- William Shakespeare: Sok hűhó semmiért....Hero
- Fényes Szabolcs: Az ördög nem alszik....Ruth
- Heltai Jenő: Naftalin....Patkány Etus
- Horváth Péter: Csao Bambino....Judit
- Lajtai Lajos: Mesék az írógépről....Baba
- Herczeg Ferenc: A Gyurkovics lányok....Mici
- Henderson: Diákszerelem....Patricia
- Molnár Ferenc: A Pál utcai fiúk....Weisz
- Gorkij: Éjjeli menedékhely....Anna; Tatár
- Styne: Gypsy....June
- Pilinszky János: Gyerekek és katonák....Hattyúnyakú
- Eisemann Mihály: Én és a kisöcsém....Vadász Frici
- Csehov-Petrusevszkaja: A 3 nővér, kékben....Ira; Natasa
- Molnár Ferenc: Az ibolya....Ilonka
- Schwab: Népirtás avagy nem funkcionál a májam....Desiree
- Harris: Csupa balláb....Dorothy
- Spiró György: Vircsaft....Kapitánynő
- Henrik Ibsen: Hedda Gabler....Elvstedné
- Simon: Luxuslakosztály....Annie; Blythe
- Bulgakov: A Mester és Margarita....
- Molnár Ferenc: A doktor úr....Sárkányné
- Darvas Ferenc: Liliomfi....Erzsi
- Carlo Goldoni: A szmirnai impresszárió....Lucrezia
- Kocsák-Nagy: Budapest, te csodás!....
- Victor Máté: Villon és a többiek....Isabelle
- Simon: Furcsa pár (Női verzió)....Vera
- Schnitzler: Körbe-körbe....A színésznő
- Eisemann Mihály: Egy csók és más semmi....Robicsekné
- Molnár Ferenc: Liliom....Juli
- Horváth Péter: A padlás....Kölyök
- Móricz Zsigmond: Légy jó mindhalálig....Viola
- Leonard Bernstein: West Side Story....
- Molière: A Dudás Gyuri....Angéla
- Szilágyi–Kellér: 3:1 a szerelem javára....Mira
- Achard: A bolond lány....Marie-Dominique Beaurevers
- Kálmán Imre: Csárdáskirálynő....Krisztina grófnő
- Radó Denise: Galambos Erzsi - az első 70 évem....
- Szilágyi Andor: Lássuk a medvét!....Gyalogné
- Wildhorn: Jekyll és Hyde....Jennie
- Csehov: A manó....Julja Sztyepanovna
- Horváth Péter: Kilencen, mint a gonoszok....Lici
- Wilde: Bunbury - avagy Szilárdnak kell lenni....Miss Prism
- Kern András: Spencer....Louis
- Mikszáth Kálmán: Különös házasság....Szirmay kontesz
- Kundera: Jakab és az ura....
- Csehov: Cseresznyéskert....Sarlotta Ivanovna
- Ayckbourn: Hogy szeret a másik?....Teresa Phillips
- Csiky Gergely: Kaviár....Miranda
- Bock: Hegedűs a háztetőn....Cejtel
- Rejtő Jenő: Vanek úr Afrikában....Nusi
- William Shakespeare: Szentivánéji metróÁLOMás....Titánia
- Kocsák-Nagy: Járom az utam....
- Mrożek: Károly....Unoka
- Kálmán Imre: A cirkuszhercegnő....Rasumovszky Klotild
- Dürrenmatt: Az öreg hölgy látogatása....P4
- Gádor-Tasnádi: Othello Gyulaházán....Szusits Márta
- Ionesco: Különóra....Házvezetőnő
- Offenbach: Orfeusz az alvilágban....Vénusz
- Hamvai Kornél: Harmadik figyelmeztetés....Sütőné Manci
- Lloyd-Croft: Hallo, hallo!....Edith
- Dés László: Sose halunk meg....Irma; Kendőárus; Nő a lovin
- Hámos-Ruttkay: Mici néni két élete....Galambosné
- Magnier: Oscar....Charlotte

## Filmjei

### Játékfilmek
- Az idegen gyermek
- Kis Vuk (2008)
- Made in Hungaria (2009)

### Tévéfilmek
- Reggelire legjobb a puliszka (1983)
- Charlie nénje (1986)
- A kikapós patikárius (1986)
- A montmartre-i ibolya (1987)
- Szomszédok (1993-1998)
- Barátok közt (2001)
- Drága örökösök (2019–2020)
- Keresztanyu (2021–2022)
- Hotel Margaret (2022)
- Drága örökösök – A visszatérés (2022–)

## Szinkronszerepei
- 24: Lynne Kresge - Michelle Forbes
- Ally McBeal: Georgia Thomas - Courtney Thorne-Smith
- Angel Falls: Hadley Larson - Peggy Lipton
- Aladdin: Jázmin hercegnő
- Ausztrália csak egy lépés Írországtól: Jackie Miller-Payne - Kirsty Hillhouse
- A bosszú álarca: Olga Palacios - Elluz Peraza
- A Dresden akták: Lt. Connie Murphy - Valerie Cruz
- A fogadalom: Rosa - Denise Milfont
- A láthatatlan ember: Alex Monroe - Brandy Ledford
- A maharadzsa lánya: Messua Shandar - Hunter Tylo
- A pokolból: Liz Stride - Susan Lynch
- A szultána: Cennet kalfa - Esra Dermancıoğlu
- Az igazság napja: Sarah Novelli - Linda Purl
- Az Onedin család: Margarita Juarez/Onedin - Roberta Iger
- Árnyékember: Anneliese Held - Julia Stemberger
- Bírósági mesék: Judge Kim Vicidomini - Annabella Sciorra
- Dharma és Greg avagy kettőn áll a vásár: Jane Cavanaugh - Shae D'Lyn
- Drága doktor úr: Irene - Edy Angelillo
- Egy lépés előre: Diana de Miguel - Beatriz Rico
- Gazdagok és szépek: Felicia Forrester #1 - Colleen Dion
- Gőg: Principessa Maria Pia Lanti di Santacroce - Barbara D'Urso
- Gyilkos körök: Irène de Lestrade - Marisa Berenson
- Kórház a város szélén 20 év múlva: Ina Blazejová - Andrea Cunderlíková
- Latin pofonok: Beatriz "Bibi" Corrales - Elizabeth Peña
- Mansfield Park: Mary Crawford - Embeth Davidtz
- Melrose Place: Allison Parker - Courtney Thorne-Smith
- MI-5-Az elit alakulat (Titkos Szolgálat-MI5): Juliet Shaw - Anna Chancellor
- Modellügynökség: Linda Holden - Teresa Hill
- A Szépség és a szörnyeteg: Belle, a szépség
- Tuti gimi: Karen Roe - Moira Kelly
- "Y" hadművelet: Christine - Mireille Degglem
- Álmodj velem!: Tulia Ventura - Leticia Huijara
- Maria del Carmen (Abrazame muy Fuerte): Raquela Campusano - Rossana San Juan
- Angela: Susana - Rossana San Juan
- Híresek és gazdagok (Ricos Y Famosos: Berta/Mercedes Salerno - Cecília Maresca
- Második esély (Tierra de Pasiones): Laura Contreras -  Elluz Peraza / Zoraida Beltrán de Domínguez - Alcira Gil (2. szinkron)
- A kisasszony (Sinhá Moca):  Juliana - Luciana Braga
- Sarokba szorítva (Acorralada): Yolanda Alarcón - Ofélia Cano
- Vadmacska (Gata Salvaje): Mercedes Salazar - Isabel Moreno (2. szinkron)
- A végzet hatalma (La fuerza del destino) - Arcelia Galván - Leticia Perdigon
- Szalamandra (Mi Corazón Insiste) - Laura Palacios de Santacruz - Elluz Peraza

## Díjai, elismerései
- József Attila-gyűrű (2001, 2020)[5]
- A József Attila Színház Nívódíja (2005)
- Kaló Flórián-díj (2006)
- Jászai Mari-díj (2007)
- Sztankay István-díj (2016)
- A József Attila Színház örökös tagja (2024)[6]